# Гайнер Ранк
Гайнер Ранк (нім. Heiner Rank; 11 грудня 1931, Новавес, сьогодні Бабельсберг — 17 листопада 2014, Берлін) — німецький письменник, автор фантастичної та детективної прози, кіносценарист.

## Біографія
Гайнер Ранк народився 11 грудня 1931, в Новавесі, сьогодні Бабельсберг. Працював трактористом, асистентом режисера на кіностудії DEFA, завідувачем літературною частиною в театрі міста Хальберштадта, з 1955 року присвятив себе цілком письменницькій праці, жив в місті Кляйнмахноу. У 1963–1964 роках відбував тюремне покарання за те, що необережно поцікавився можливістю еміграції з НДР. До 1988 року очолював секцію авторів утопічної літератури при Спілці письменників НДР (змінивши на цьому посту Гюнтера Крупката (Günter Krupkat) і поступившись його Клаусу Фрюхауфу (Klaus Frühauf). Написав (в тому числі в співавторстві і під псевдонімами А. G. Peterman і Heiner Heindorf) близько двох десятків детективів, більше десятка кіносценаріїв і сценаріїв радіовистав, один науково-фантастичний роман («Die Ohnmacht der Allmächtigen (Безсилля всемогутніх)», 1973) і два науково-фантастичні оповідання (другий називається «Psychoosmose/Психоосмос», 1985). Твори Г. Ранка перекладалися на російську, литовську, польську, угорську і чеську мови. Помер письменник 17 листопада 2014 року у Берліні. 

## Твори німецькою мовою

### Детективні романи
- Die Premiere fällt aus, 1957 (mit Hans-Albert Pederzani und Gerhard Neumann unter dem Gemeinschaftspseudonym A. G. Petermann)
- Mord auf dem Flugplatz, 1958 (mit Hans-Albert Pederzani und Gerhard Neumann unter dem Gemeinschaftspseudonym A. G. Petermann)
- Spuk in der Villa Sonnenschein, 1958 (mit Hans-Albert Pederzani und Gerhard Neumann unter dem Gemeinschaftspseudonym A. G. Petermann)
- Meineid auf Ehrenwort, 1959 (mit Hans-Albert Pederzani und Gerhard Neumann unter dem Gemeinschaftspseudonym A. G. Petermann)
- Die Hunde bellen nicht mehr, 1959 (mit Hans-Albert Pederzani und Gerhard Neumann unter dem Gemeinschaftspseudonym A. G. Petermann)
- Hexylschmuggler, 1959
- Autodiebe, 1959
- Der grüne Stern, 1960 (mit Gerhard Neumann unter dem Gemeinschaftspseudonym Heiner Heindorf)
- Museumsraub in Kairo, 1961 (mit Gerhard Neumann unter dem Gemeinschaftspseudonym Heiner Heindorf)
- Export, 1961 (mit Gerhard Neumann)
- Falschgeld, 1962 (mit Gerhard Neumann)
- Schüsse im Hafen, 1964
- Nebelnacht, Gelbe Reihe 1967
- Das grüne Gespenst, 1968
- Modell Traumland, 1970 (= Blaulicht, Heft 121)
- Die letzte Zeugin, 1976 (BRD-Ausgabe 1978)
- Der bengalische Tiger, 1987
- Goldener Sonntag, 1993

### Науково-фантастичні романи
- Die Ohnmacht der Allmächtigen, Roman, Verlag Das Neue Berlin 1973 (Taschenbuchausgabe bei SF Utopia 1984)
- Begegnung mit einer Fledermaus, 1978, Hörspiel für Stimme der DDR, 44 min.
- Schöne Bella, Erzählung, 1981 (1986)
- Psychoosmose, Erzählung, 1985 (1991)

### Роботи для кіно, телебачення та радіо
- Die Premiere fällt aus, 1955, Hörspiel (zs. mit H.A. Pederzani und Gerhard Neumann unter dem Gemeinschaftspseudonym «A.G. Petermann»)
- Die Hunde bellen nicht mehr, 1957, Hörspiel, 67 min. (zs. mit H.A. Pederzani und Gerhard Neumann unter dem Gemeinschaftspseudonym «A.G. Petermann»)
- Spuk in Villa Sonnenschein, 1959, Drehbuch (Regie: Gerhard Klingenberg)
- Wasser bis zum Hals, 1959, Hörspiel, 43 min. (zs. mit H.A. Pederzani und Gerhard Neumann unter dem Gemeinschaftspseudonym «A.G. Petermann»)
- Mord am Montag, 1968, Drehbuch, DEFA, Regie: Hans Kratzert (mit Eberhard Esche)
- Nebelnacht, 1969, Drehbuch, DEFA, Regie: Helmut Nitzschke (mit Peter Borgelt, Gunter Schoß, Hans-Peter Minetti)
- Freitag gegen Mitternacht, 1973, Drehbuch der Reihe Polizeiruf 110 (Regie: Werner Röwekamp)
- Gestatten, ich bin Ihr Mörder, 1979, Hörspiel
- Die Dorflinde, 1980, Drehbuch (zs. mit Rosel Klein)
- Die Vogelmühle, 1987, Drehbuch (zs. mit Rosel Klein), DEFA

## Твори російською мовою
- Дорожное происшествие, «Современный детектив ГДР»[4],